# Räntebindningstid
Räntebindningstid avser den period under vilken en låntagare har bundit (jämför rörlig ränta) sin ränta gentemot långivaren.